# 3rd Generation Partnership Project
3rd Generation Partnership Project (3GPP) – międzynarodowa organizacja normalizacyjna mająca na celu rozwój systemów telefonii komórkowej. 3GPP powstała jako wspólny projekt siedmiu regionalnych organizacji standaryzacyjnych w roku 1998 w celu opracowania norm dla systemów telefonii komórkowej trzeciej generacji 3G. Współcześnie organizacja z jednej strony udoskonala istniejące systemy (m.in. opracowała rozwinięcia systemu GSM, umożliwiające współistnienie i współpracę z systemami nowszych generacji), a z drugiej rozwija rozwiązania dla przyszłych sieci telekomunikacyjnych (m.in. sieci 5G). 
Organizację siostrzaną do 3GPP jest organizacja 3GPP2, która opracowała alternatywny standard telefonii komórkowej trzeciej generacji (CDMA2000), używany obecnie m.in. w krajach Ameryki Północnej. Bieżący rozwój systemów sieci komórkowej zmierza w kierunku ujednolicania systemów globalnie, stąd wdrożenia przeprowadzane w systemach 4G i 5G oparte są na normach 3GPP (głównie LTE).

## Opracowane standardy
3GPP jest zaangażowana w opracowanie i publikację szeregu norm telekomunikacyjnych, powiązanych m.in. z następującymi technologiami:
- GSM (2G), oraz jego rozwinięcia (znane pod nazwą 2.5G), takie jak GPRS oraz EDGE
- UMTS (3G), oraz elementy powiązane i rozwinięcia standardu (takie jak HSPA)
- LTE wraz z późniejszymi modyfikacjami i rozwinięciami standardu, takimi jak LTE Advanced oraz LTE Advanced Pro (oba spełniające wymagania IMT-Advanced, znane powszechnie pod nazwą 4G)
- 5G, stanowiące realizację wymagań ITU IMT-2020

## Struktura organizacji
Organizacja 3GPP ma siedmiu tzw. członków organizacyjnych (ang. organizational partners), do których należą:
- ARIB (Japonia),
- ATIS (USA),
- CCSA (Chiny),
- ETSI (Europa),
- TSDSI (Indie),
- TTA (Korea Płd.),
- TTC (Japonia).

Ponadto, członkami organizacji są tzw. partnerzy reprezentujący rynek (ang. market representation partners), którymi są organizacje branżowe zrzeszające producentów sprzętu i oprogramowania. Należą do nich m.in. GSM Association (GSMA), Global Mobile Suppliers Association (GSA), 4G Americas czy UMTS Forum. 
Główna siedziba 3GPP jest zlokalizowana w parku technologicznym Sophia Antipolis (Francja).